# Electronic Labyrinth: THX 1138 4EB
Electronic Labyrinth: THX 1138 4EB ist der fünfte Kurzfilm des Drehbuchautors, Produzenten und Regisseurs George Lucas und wurde 1967 während Lucas Assistenz von Seminarleiter Gene Peterson an der University of Southern California produziert.
Lucas hatte ursprünglich seinen Studienfreunden Matthew Robbins und Walter Murch von seiner Idee für einen Film berichtet, in dem eine Person auf der „Flucht vor der Polizei“ ist und dabei von einem allgegenwärtigen Kameraauge beobachtet wird. Robbins und Murch verfassten daraufhin ein zweiseitiges Drehbuch-Treatment, dessen erste Fassung vom 4. Oktober 1966 noch den Titel Break Out trug. Lucas schrieb auf Basis des Treatments später das Drehbuch zum Kurzfilm.
Das Thema des fünfzehnminütigen Science-Fiction-Kurzfilms stand im Zusammenhang einer weitverbreiteten Angst vor einem Identitätsverlust des Einzelnen durch eine technisierte und zentralisierte Gesellschaft, wie sie auch in George Orwells Roman 1984 dargestellt wird. Electronic Labyrinth: THX 1138 4EB behandelt ebenso die Frage nach dem freien Willen eines Menschen.
Mit Hilfe von Francis Ford Coppola und seiner Filmproduktionsfirma American Zoetrope entstand 1971 auf der Vorlage dieses Kurzfilms der Kinofilm THX 1138, Lucas erster Film in Spielfilmlänge. Es war auch die erste Spielfilmproduktion der damals jungen Filmfirma American Zoetrope. 2010 wurde der Kurzfilm als ein besonders erhaltenswerter US-amerikanischer Film in das National Film Registry aufgenommen.

## Handlung
Electronic Labyrinth: THX 1138 4EB spielt am 14. Mai 2187 und beginnt um 2:43:38. Der Bürger THX 1138 (Don Natchsheim) wird von einer technisierten Gesellschaft eines als Sexacte bezeichneten Verbrechens für schuldig befunden. Seine Partnerin YYO 7117 (Joy Carmichael) wird verhört und streitet ab, ihn jemals geliebt zu haben. Eine Off-Stimme spricht die Worte:

I understand, I understand.

„Ich verstehe, ich verstehe.“

In scheinbar endlosen Korridoren der labyrinthartigen Stadt versucht THX 1138 vor seiner bevorstehenden Strafe zu flüchten. Starre Angestellte bewachen zahlreiche Bilder, die von unbekannten Korridoren eingespielt werden. Auf einem sepiafarbenen Foto ist die Gottesgestalt dieser Kultur abgebildet; ein bärtiger Mann mit der Nummer 0000 auf seiner Stirn.
THX 1138 betritt einen Aufzug und ein schrilles elektronisches Geräusch ertönt, das ihn vor Schmerz auf die Knie zwingt. Ein Sicherheitsbeamter mit der Bezeichnung PERFECTBOD 2180 versucht ihn wieder zu verhaften. THX 1138 steckt in der Falle und aktiviert eine Waffe, wodurch ein greller Blitz erscheint und der Sicherheitsbeamte zu Boden fällt.
Zuletzt hebelt THX 1138 eine Tür auf und entdeckt schließlich das Tageslicht. Während er an die Erdoberfläche klettert und auf den Sonnenuntergang zuläuft, erhält YYO 7117 im Untergrund folgende Mitteilung:

YYO 7117, I regret to inform you that your mate THX 1138 destroyed himself at 4-5-2-3-9. All possible efforts were made by the authority to prevent this tragedy. I am truly sorry. You may obtain a new mate at Center P Lab.

„Ich bedaure, Ihnen mitteilen zu müssen, dass Ihr Partner THX 1138 sich um 4-5-2-3-9 selbst zerstört hat. Die Behörde hat keine Mühen gescheut, diese Tragödie zu verhindern. Es tut mir aufrichtig leid. Sie können einen neuen Partner am Center P Lab erhalten.“